# Philippine von Brandenburg-Schwedt

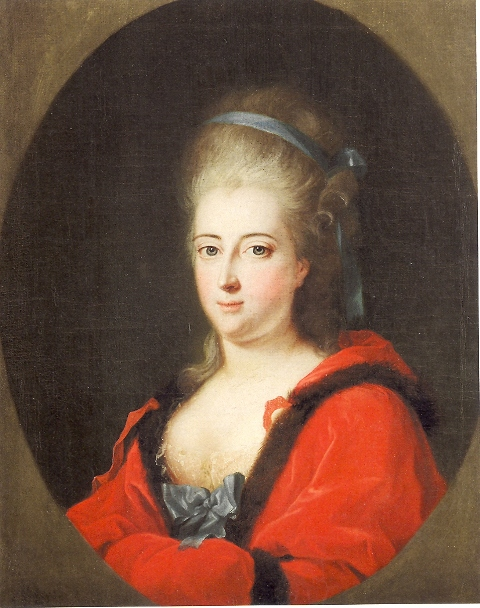
Philippine von Brandenburg-Schwedt, Landgräfin von Hessen-Kassel

Philippine Auguste Amalie, Landgräfin von Hessen-Kassel, geb. Prinzessin von Preußen aus der Nebenlinie Brandenburg-Schwedt (* 10. Oktober 1745 in Schwedt; † 1. Mai 1800 in Berlin) war die zweite Ehefrau des Landgrafen Friedrich II. von Hessen-Kassel (1720–1785).

## Biografie
Philippine Auguste Amalie  wurde als jüngste Tochter und viertes Kind von Friedrich Wilhelm, Markgraf von Brandenburg-Schwedt (1700–1771), und seiner Gemahlin Sophia Maria, Prinzessin in Preußen (1719–1765), eine jüngere Schwester von Friedrich II. (Preußen), genannt Friedrich der Große, geboren. Ihre Großeltern waren über ihren Vater:Philipp Wilhelm, Markgraf von Brandenburg-Schwedt, Prinz in Preußen (1669–1711) und Johanna Charlotte, Markgräfin von Brandenburg-Schwedt, geb. Prinzessin von Anhalt-Dessau (1682–1750), über ihre Mutter Sophia: König Friedrich Wilhelm I. in Preußen (1688–1740) und seine Frau Königin Sophie Dorothea in Preußen, geb. Prinzessin von Hannover (1687–1757).
Den Namen „Philippine“ erhielt sie entweder von ihrem Großvater oder von ihrer Tante Philippine Charlotte von Preußen, mit der Sophia Dorothee ihre Kindheit verbrachte.
Philippines Schwestern waren Federica, Herzogin von Württemberg und
Louise, Prinzessin von Preußen
Philippine wuchs zunächst ungebunden und frei in Schwedt auf, nach dem Tod ihrer Mutter übernahm auf deren Wunsch hin ihr Onkel Friedrich der Große die Oberaufsicht über sie und brachte sie bei ihrer Schwester Prinzessin Ferdinand (Anna Elisabeth Luise) unter. Bis an sein Lebensende brachte Friedrich der Große seiner Nichte warmes Interesse entgegen, welches sie mit tiefer Verehrung für den König erwiderte. Mehrere Eheprojekte scheiterten an ihrem und ihres Onkels Zögern. Ende 1772 arrangierte der König im Einvernehmen mit ihr eine politische Ehe mit Landgraf Friedrich II. von Hessen-Kassel, der so auf größere Unterstützung für seine Ziele durch Preußen hoffte. Philippine erklärte dem 25 Jahre älteren Landgrafen am Tag der Hochzeit, aus medizinischen Gründen dürfe sie niemals in die Gefahr kommen, schwanger zu werden.

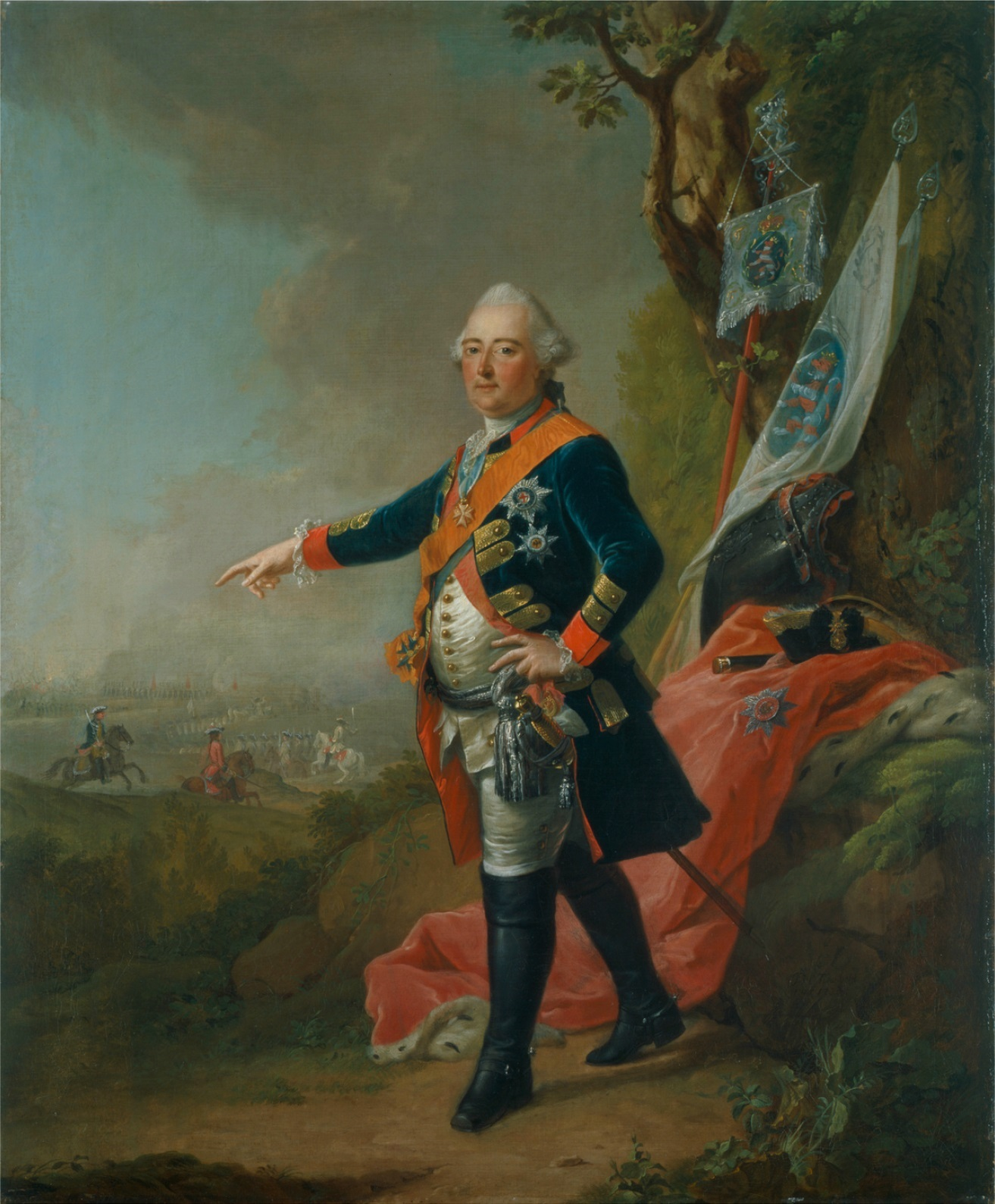
Landgraf Friedrich II., Gemälde von Johann Heinrich Tischbein d. Ä., 1773
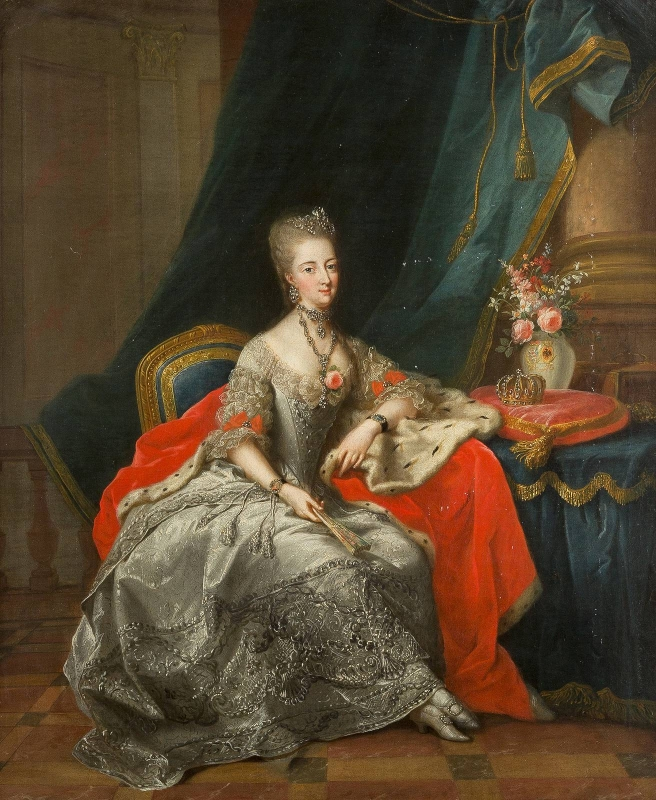
Landgräfin Philippine, Gemälde von Johann Heinrich Tischbein d.Ä, 1773
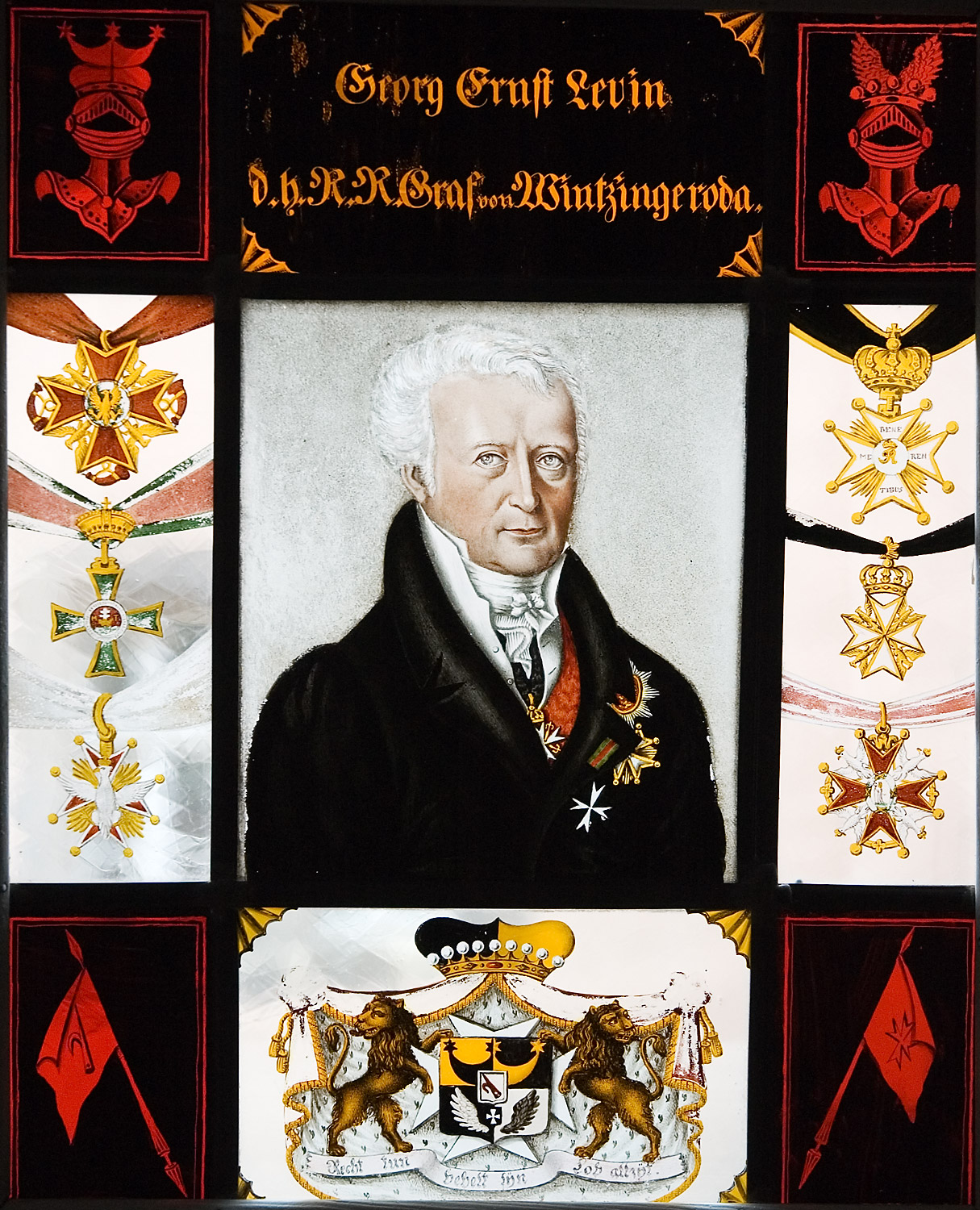
Georg Ernst Levin Graf von Wintzingerode (Glasmalerei in der Schlosskapelle Bodenstein)

### Regierende Landgräfin
In Kassel führte Philippine ein vom Landgrafen weitgehend unabhängiges Leben und etablierte einen eigenen „jungen Hof“. Zu ihm gehörte u. a. der Philosoph Adolph Freiherr Knigge, der Weltreisende Georg Forster und der spätere württembergische Staatsmann Georg Ernst Levin von Wintzingerode. Von letzterem bekam die Landgräfin 1777 einen Sohn, den sie heimlich in Mömpelgard bei ihrer Schwester Friederike Dorothea Sophia von Württemberg zur Welt brachte und Georg Philippson nannte. Sie unternahm zahlreiche Reisen durch Deutschland und Frankreich, auf denen sie als eine der schönsten Fürstinnen Europas gefeiert wurde. 1782 arrangierte sie die Versöhnung des Landgrafen mit seinen Kindern aus erster Ehe, die er seit seiner Trennung von Landgräfin Marie 1754 nicht mehr gesehen hatte.

### Landgräfinwitwe

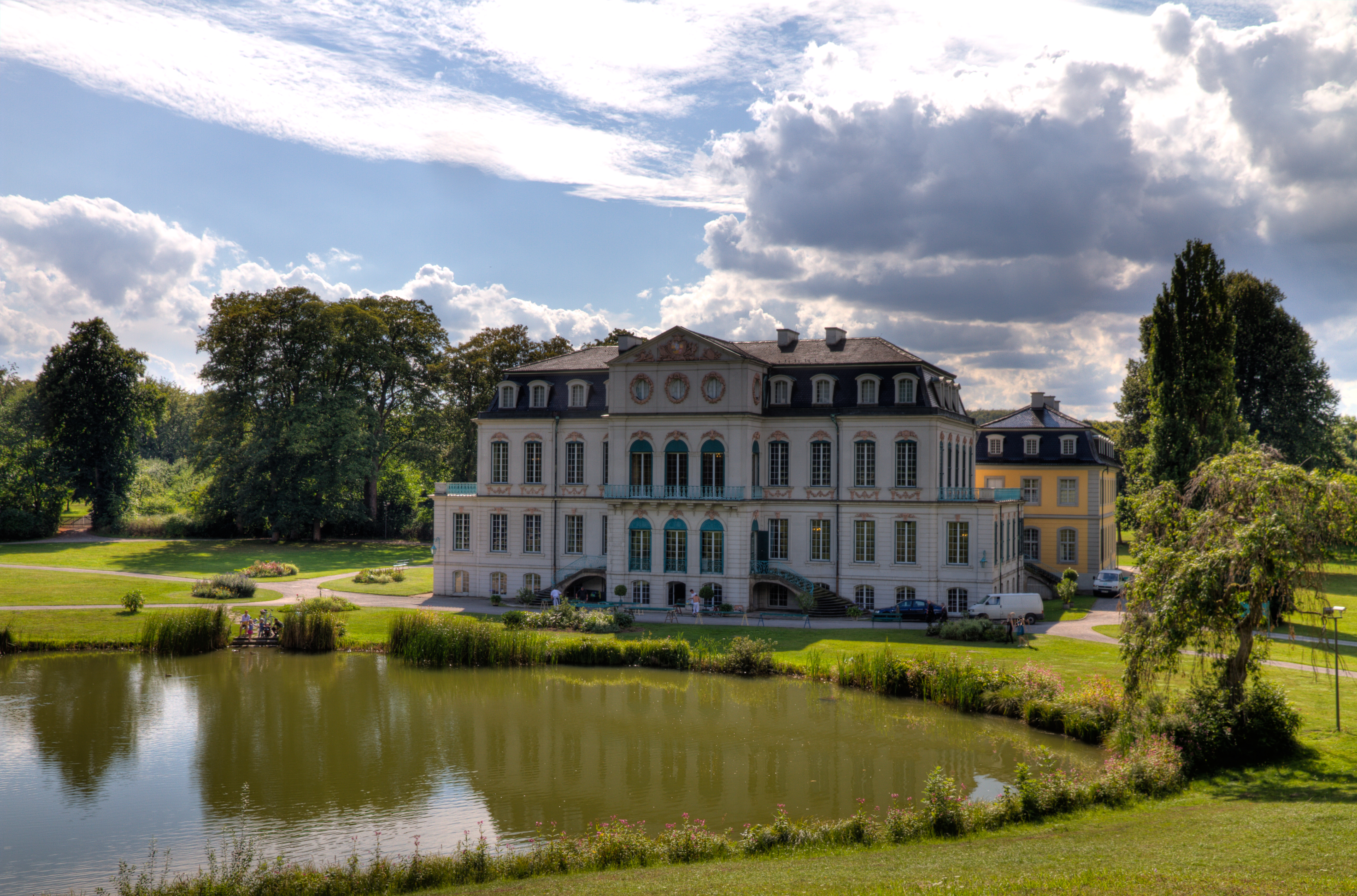
In der Sommerresidenz Wilhelmsthal ist das für Philippine eingerichtete Appartement erhalten

Ihren Witwensitz nahm Philippine 1786 in Hanau. Bis weit über ihren Tod hinaus zogen sich die damals beginnenden scharfen Auseinandersetzungen mit ihrem Stiefsohn Landgraf Wilhelm IX. hin und führten zu diplomatischen Verwicklungen zwischen Hessen-Kassel, Preußen und Russland. Zum Oberhofmeister wurde Georg Ernst Levin von Wintzingerode bestellt, dessen Erhebung in den Reichsgrafenstand sie 1794 erreichte und ihn nach dem Tod seiner ersten Frau im gleichen Jahr in morganatischer Ehe heiratete. 1792 nahm sie die Eroberung von Mainz durch die französische Revolutionsarmee zum Anlass, ihren Wohnsitz gegen den Willen Wilhelms IX. dauerhaft nach Berlin zu verlegen, nachdem sie einige Monate bei Wintzingerode auf dessen Stammschloss Bodenstein im Eichsfeld verbracht hatte. In Berlin lebte sie zunächst bei ihrer Schwester Prinzessin Ferdinand im Schloss Bellevue und bezog dann ein großzügiges Palais in der Behrenstraße 66, welches ihr Cousin König Friedrich Wilhelm II. ihr 1795 schenkte. Ihr zweiter Ehemann Wintzingerode stattete es aufwändig aus und Philippine etablierte in Berlin einen Nebenhof. Schon 1796 übertrug sie das Palais ihrem Mann, 1798 setzte sie ihn zum Alleinerben ein. Seit 1788 war die Nebenlinie Brandenburg-Schwedt im Mannesstamm erloschen, so dass Philippine mit ihren Schwestern und zwei Cousinen die Erbin des Allodialbesitzes ihrer Familie war, der so zu einem Fünftel an Wintzingerode fiel. Er stattete sein Schloss Bodenstein mit kostbarem Inventar aus ihrem Nachlass aus, darunter Porträts, Porzellanen, Möbeln, Bronzen, Miniaturen aus dem Besitz des großen Königs und seiner Geschwister, Marie Antoinettes und Napoleons.
Sie starb 1800 an einem Schlaganfall. Wintzingerode ließ sie in der Gruft des Berliner Doms beisetzen. Ihr Sarkophag ist in den letzten Jahren aufwändig restauriert worden und heute in der Hohenzollerngruft zu besichtigen.

## Weblink
- Hessen-Kassel, Philippine Landgräfin von. Hessische Biografie. (Stand: 15. April 2021). In: Landesgeschichtliches Informationssystem Hessen (LAGIS).

| Personendaten    | Personendaten                                                                     |
| ---------------- | --------------------------------------------------------------------------------- |
| NAME             | Philippine von Brandenburg-Schwedt                                                |
| ALTERNATIVNAMEN  | Philippine Auguste Amalie Prinzessin von Brandenburg-Schwedt (vollständiger Name) |
| KURZBESCHREIBUNG | Prinzessin von Preußen, durch Heirat Landgräfin von Hessen-Kassel                 |
| GEBURTSDATUM     | 10. Oktober 1745                                                                  |
| GEBURTSORT       | Schwedt                                                                           |
| STERBEDATUM      | 1. Mai 1800                                                                       |
| STERBEORT        | Berlin                                                                            |